# Tomáš Kruml
Tomáš Kruml (6. března 1911 Holásky – 28. ledna 1994 Brno) byl český stíhací pilot československého, francouzského a Britského královského letectva.

## Život
Roku 1932 absolvoval školu pro důstojníky letectva v záloze ve Vojenském leteckém učilišti v Prostějově a poté Vojenskou akademii v Hranicích, vyřazen byl roku 1936 v hodnosti poručíka letectva. Působil následně v československém letectvu. Začátkem roku 1939 byl převelen k Vojenskému technickému a leteckému ústavu. Z Protektorátu uprchl v květnu roku 1939 do Polska.
Odtud se přemístil do Francie, kde podepsal závazek ke vstupu do Cizinecké legie. Ve francouzském letectvu vykonal 52 operačních a bojových letů. Po bitvě o Francii se přesunul do Velké Británie. Zde byl v srpnu 1940 přijat do Britského královského letectva. Nejprve byl přidělen k 310. československé stíhací peruti, následně posílil nově vznikající 312. československou stíhací peruť a účastnil se bitvy o Británii. U těchto perutí nalétal celkem 340 hodin, z toho 240 bylo hodin operačních.
V únoru 1942 byl přemístěn jako letecký instruktor k výcviku nových spojeneckých pilotů. Jako instruktor nalétal přes 200 hodin a vycvičil necelých sto pilotů. Jakožto velitel letky byl oceněn písemným jmenováním v rozkaze (Mention in Dispatches) krále Jiřího VI.
Od října 1942 působil v stíhacích perutích 66., 131. a 122. RAF. V tomto druhém operačním turnusu vykonal 101 bojových letů v délce necelých 150 hodin. Od září 1943 působil na Inspektorátu československého letectva v Londýně a na Velitelství stíhacího letectva v hrabství Middlessex. V listopadu 1943 se stal zpravodajským důstojníkem. Od července 1944 působil na britském ministerstvu letectva v Londýně jako vedoucí československé skupiny pro studium výcvikových metod. Začátkem května 1945 nastoupil u Ústřední stíhací správy při ministerstvu letectva, kde měl možnost testovat různé typy německých a britských letadel (např. britský proudový letoun Gloster Meteor). Tomáš Kruml tak jako první československý pilot letěl v proudovém stroji. V červenci 1945 byl přemístěn k Československé výcvikové a náhradní jednotce letectva v Cosfordu a současně byl přidělen na Ministerstvo národní obrany (MNO).
Tomáš Kruml se vrátil do Československa 19. července 1945 v hodnosti štábního kapitána letectva. Působil poté u hlavního štábu MNO jako přednosta výcvikové skupiny 1. oddělení. V důsledku armádních čistek musel roku 1949 hlavní štáb opustit, od roku 1952 vyučoval na Vojenské technické akademii v Brně bez nároku na povýšení. Mezi lety 1959 až 1963 absolvoval Vojenskou akademii Antonína Zápotockého v Brně a získal akademický titul inženýr. Do výslužby odešel v říjnu 1967. Od ledna 1968 do března 1969 byl pověřen výukou letců v Egyptě. V následujícím období se věnoval přednáškové a osvětové činnosti. Sepsal také dosud nevydané paměti s názvem „Vzpomínka na cestu do neznáma“. Pohřben byl na hřbitově v Tuřanech.
Dne 25. května 2021 mu ministr obrany Lubomír Metnar udělil in memoriam vysoké resortní vyznamenání, Kříž obrany státu.

## Pocty a vyznamenání

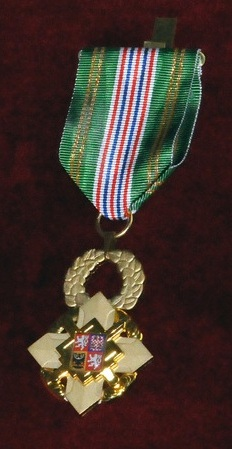
Kříž obrany státu ministra obrany ČR

Do hodnosti major letectva byl povýšen v roce 1945, do hodnosti podplukovník letectva v roce 1946. Plukovníkem letectva se stal v březnu 1948.
Jméno Tomáše Krumla je zahrnuto v The National Battle of Britain Memorial vybudovaném v roce 1995 v Capel-le-Ferne v hrabství Kent.
Dne 24. dubna 2005 byla Tomáši Krumlovi na jeho rodném domě v Holáskách odhalena pamětní deska, jejímž autorem je akademický sochař Josef Šafařík.
Při příležitosti stého výročí narození Tomáše Krumla a k osmaosmdesátým narozeninám Emila Bočka se 13. března 2011 konalo v Brně-Tuřanech slavnostní shromáždění.
Dne 26. ledna 2019 se na tuřanské radnici konala pietní vzpomínka k 25. výročí úmrtí Tomáše Krumla.
Dne 22. června 2021 schválilo zastupitelstvo městské části Brno-Tuřany pojmenování ulice po Tomáši Krumlovi.

### Česká vyznamenání
- Kříž obrany státu ministra obrany České republiky (udělen in memoriam 25.5.2021)[22][32]

### Československá a spojenecká válečná vyznamenání
- Československý válečný kříž 1939 (udělen čtyřikrát; poprvé 28.10.1940, podruhé 7.10.1941)
- Československá medaile Za chrabrost před nepřítelem (udělena dvakrát; poprvé 1.7.1941)
- Československá vojenská medaile za zásluhy I. stupně (udělena 6.7.1944)
- Pamětní medaile československé armády v zahraničí se štítky Francie a Velká Británie
- Válečný kříž 1939–1945 s palmou (udělen 20.3.1943)
- Hvězda 1939–1945 se sponou Battle of Britain (udělena 12.1.1945) a s dubovým listem (Mention in Dispatches)
- Evropská hvězda leteckých osádek
- Britská medaile Za obranu
- Válečná medaile 1939–1945[33]